# ددورته (باركشير)
ددورته (بالإنجليزية: Dedworth)‏ هي قرية تقع في المملكة المتحدة في جنوب شرق إنجلترا.